# Darling (película)
Darling (conocida en países de habla hispana como Querida), es una película de drama y romance británica de 1965, dirigida por John Schlesinger. El guión se basa en la historia de Diana Scott, una modelo amoral que lo intenta todo para triunfar. Estuvo protagonizada por Julie Christie, quien ganó el Premio Óscar a la Mejor Actriz por su interpretación. Los actores Dirk Bogarde como Robert Gold y Laurence Harvey como Miles Brand, formaron parte del elenco principal.Fue filmada en las ciudades de Londres , París y Roma y en los Estudios Shepperton.
La película propone una mirada crítica al mundo de la moda londinense de mediados de la década de 1960, al que caracteriza por su lustre publicitario, sus pretensiones culturales, su permisividad sexual y su moral de escasa profundidad.

## Sinopsis
Una hermosa joven, Diana Scott, modelo de profesión y aburrida por vocación se casa con un aristócrata italiano después de una sucesión de aventuras amorosas. Diana, que ha pasado a ser una importante figura de la alta sociedad, se sincera con una periodista. Tras una aparente vida de ensueño, llena de éxito, dinero y belleza, se esconde una persona desgraciada y vacía sin ningún respeto por ella misma.

## Reparto
- Julie Christie como Diana Scott
- Laurence Harvey como Miles Brand
- Dirk Bogarde como Robert Gold
- José Luis de Vilallonga como Príncipe Cesare della Romita
- Roland Curram como Malcolm
- Basil Henson como Alec Prosser-Jones
- Helen Lindsay como Felicity Prosser-Jones
- Alex Scott como Sean Martín
- Ernest Walder como Kurt
- Brian Wilde como Willett
- Pauline Yates como Estelle Gold
- Peter Bayliss como Lord Grant
- TB Bowen como Tony Bridges
- Carlo Palmucci como Curzio della Romita
- Dante Posani como Gino
- Umberto Raho como Palucci
- Marika Rivera como mujer
- Richard Bidlake como Rupert Crabtree
- Annette Carell como Billie Castiglione
- Jean Claudio como Raoul Maxim
- Georgina Cookson como Carlotta Hale
- James Cossins como Basildon
- Jane Downs como Julie
- Tyler Butterworth como William Prosser-Jones
- Hugo Dyson como Walter Southgate
- Ann Firbank como Sybil Martin
- Angus MacKay como Ivor Dawlish
- Lucille Soon como Allie
- Silvia Dionisio como Sandra della Romita
- Ray Lovelock como Paolo della Romita
- John Steiner como Garrett
- Vernon Dobtcheff como crítico de arte
- Zakes Mokae como hombre en la fiesta
- John Woodvine como oficial de aduanas
- John Schlesinger como director de teatro

## Premios y nominaciones
La película ganó tres premios Óscar: a la mejor actriz (Julie Christie), al mejor diseño de vestuario en blanco y negro, y al mejor guion original. También fue acreedora de otros premios:
- Globo de Oro 1966 a la mejor película extranjera de habla inglesa (Samuel Goldwyn Award, un premio otorgado desde 1957 a 1973).
- Cuatro Premios BAFTA en su decimonovena edición, incluyendo : mejor actor británico (Dirk Bogarde) y mejor actriz británica (Julie Christie).
- Tres premios del Círculo de críticos de Nueva York: a la mejor película, mejor director (John Schlesinger) y mejor actriz (Julie Christie).
- Top 10 de las mejores películas y director de 1965, según el National Board of Review.